# تنظيف المداخن

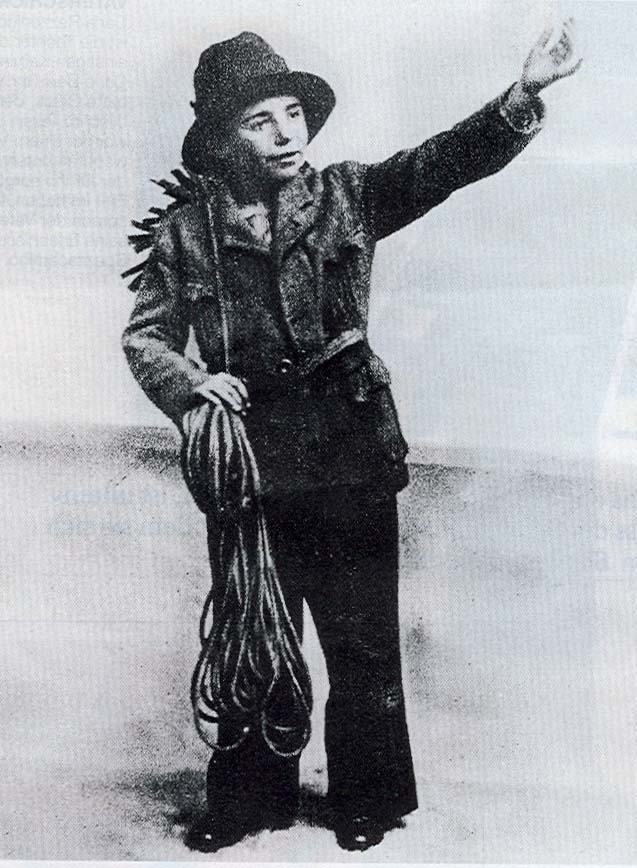
منظف مداخن في نهاية القرن التاسع عشر

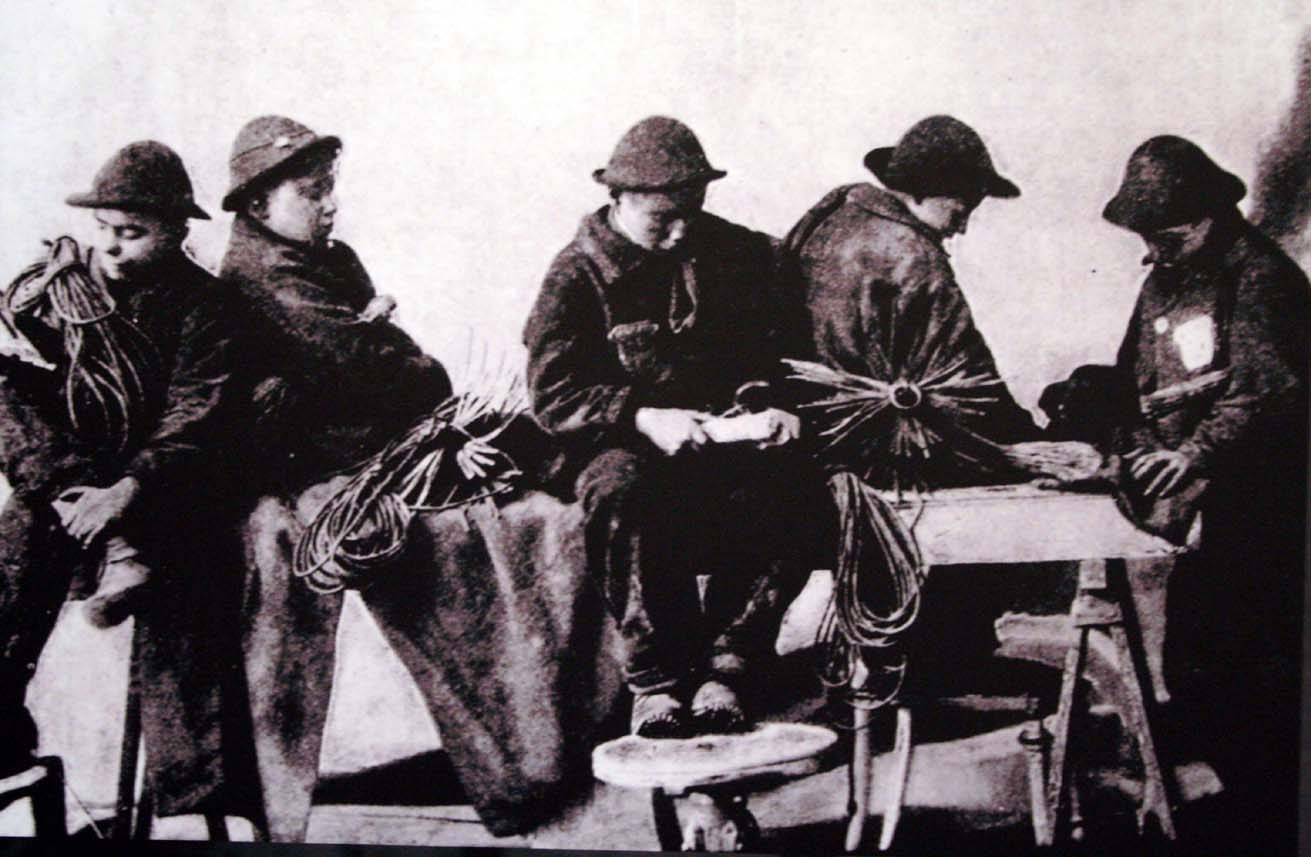
مجموعة أطفال يعملون في تنظيف المداخن في ميلانو في أواخر القرن التاسع عشر

تنظيف المداخن (باللغة الايطالية: Spazzacamini ) هو مصطلح كان يوصف الأطفال الذين يعملون في تنظيف المداخن في القرن التاسع عشر و أوائل القرن العشرين في سويسرا .

## روابط خارجية
- Thomas Gull: Kinderarbeit بالألمانية وبالفرنسية وبالإيطالية من قاموس سويسرا التاريخي على الإنترنت، 13 October 2008.